# Droga wojewódzka nr 410
Droga wojewódzka nr 410 (DW410) – droga wojewódzka o długości 6 km, leżąca na obszarze województwa opolskiego, powiatu kędzierzyńsko–kozielskiego.

## Miejscowości leżące przy trasie DW410
- Kędzierzyn-Koźle (DW418)
- Kobylice
- Biadaczów
- Brzeźce (DW408)